# Managed Security Services
MSS - Managed Security Services em português: serviços gerenciados de segurança -
 representa o
segmento de mercado de empresas que, segundo o Gartner, monitoram ou gerenciam
ambientes de TI remotamente, através do uso compartilhado de Centros de
Operação de Segurança (SOC – Security Operation Center). 

## Empresas do setor
As empresas atuantes nesse segmento são denominadas MSSP (Managed Security Services Providers) e possuem 4 tipos :
1. Pure Players: são especialistas no assunto empresas e cujo faturamento vem integralmente de produtos e serviços de segurança. Dispõem de soluções tecnológicas avançadas, plataformas abertas, integração de sistemas de segurança, flexibilidade, boa relação custo benefício e alto nível de serviço.
2. Generalistas de outsourcing de TI: serviços de segurança são um item adicional do portifólio. Por vezes incorporam essa capacidade a partir de aquisições de players especializados. Os preços variam de acordo com a capacidade de negociação.
3. Operadoras de Telecomunicações: originaram o segmento fornecendo proteção para as conexões privadas e com a Internet agregadas aos serviços de comunicação de dados. Representam uma parte do segmento no mundo e têm em sua carteira de clientes empresas de pequeno ou médio porte que procuram serviços simplificados e padronizados.
4. Fabricantes de produtos de segurança: empresas que tradicionalmente vendem produtos de segurança iniciaram, recentemente, unidades de negócio para venda de serviços. No entanto, embutem os riscos inerentes de adotar um conjunto de serviços e produtos de um único fornecedor.

Segundo o Instituto Gartner , as empresas líderes na utilização da tecnologia da informação terão deixado de imobilizar recursos com equipamentos e software, uma vez que terão adquirido mais de 40% da sua infraestrutura de TI como serviço (IaaS).

## Benefícios
O Instituto GARTNER  destaca os seguintes benefícios do modelo:
- Para 75% das empresas, contratar um MSSP aumenta o seu nível de segurança e reduz os custos

- Um MSSP detecta e trata vulnerabilidades de forma mais rápida, o que é fundamental em segurança lógica para evitar ataques

- Um MSSP possui maior experiência para detectar tempestivamente ataques e tratá-los
- Um MSSP possui cobertura 24 horas por dia, 7 dias por semana, 365 dias por ano
- A equipe de um MSSP é suficientemente volumosa e qualificada para gerenciar ambientes heterogêneos

### Termos da Indústria
•	Asset, ou, em Português, ativo, é uma fonte valiosa para a empresa que merece ser protegida devido aos dados críticos que pode conter ou dar acesso a.
•	Incidente de Segurança é um ou mais eventos que representam uma ameaça real ou potencial a confidencialidade, integridade ou disponibilidade de um ativo. 

•	Alerta é a identificação de um incidente real que precisa ser tratado.